# 清華大學藥學院
清华大学药学院位於清华大学医学科学楼内，前身為2012年成立的清华大学医学院药学系，2015年12月25日，药学院成立仪式在清华大学主楼進行，药学院正式成立。
藥學院下設立三系、一個研究所以及一個平台，分別是：分子和細胞藥理學系、製藥化學與工程系、藥學技術與藥物轉化系、幹細胞與再生醫學研究所、藥物平台。